# 共締め
| ウィキペディアには「共締め」という見出しの百科事典記事はありません（タイトルに「共締め」を含むページの一覧/「共締め」で始まるページの一覧）。 代わりにウィクショナリーのページ「ともじめ」が役に立つかもしれません。 |